# فرانك مور كروس
فرانك مور كروس (بالإنجليزية: Frank Moore Cross)‏ هو مؤرخ أمريكي، ولد في 13 يوليو 1921 في مقاطعة مارين في الولايات المتحدة، وتوفي في 16 أكتوبر 2012 في روتشستر في الولايات المتحدة.